# Beethovenstraße 23 (Mönchengladbach)

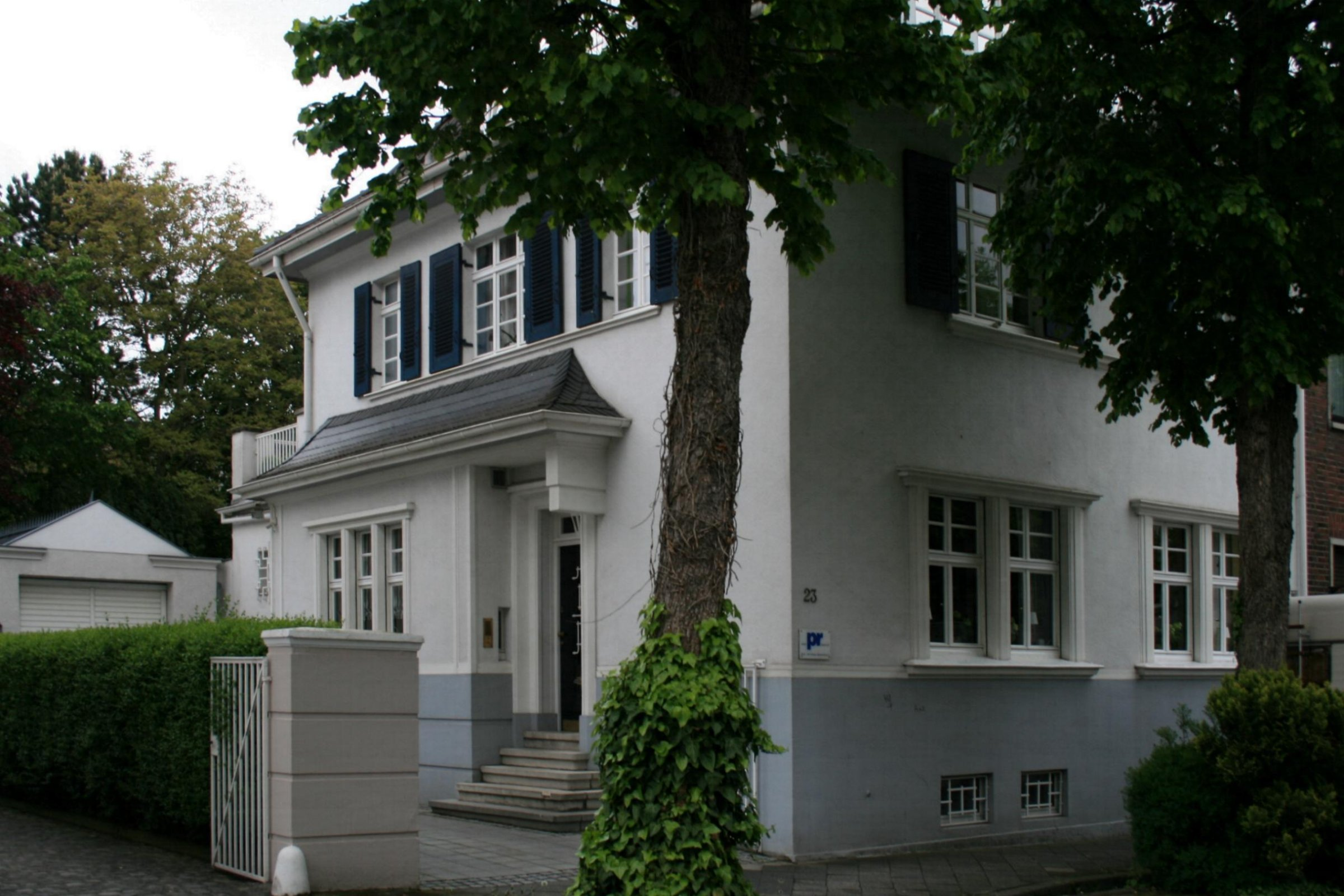
Wohnhaus (2010)

Das Wohnhaus Beethovenstraße 23 steht in Mönchengladbach (Nordrhein-Westfalen).
Das Gebäude wurde zwischen den beiden Weltkriegen erbaut. Es ist unter Nr. B 093 am 7. August 1990 in die Denkmalliste der Stadt Mönchengladbach eingetragen worden.

## Architektur
Das Gebäude befindet sich im Stadtmittebereich, zwischen Viersener Straße und Bettrather Straße gelegenen im nördlichen Teilbereich der Beethovenstraße. Es handelt sich um ein doppelhausartig, wenn auch nicht spiegelsymmetrisch angelegtes, zweigeschossiges Teilgebäude mit Walmdach.